# Llengües lenmitxí
Les llengües lenmitxí és una agrupació genealògica de llengües indígenes de l'àrea Intermèdia. La denominació va ser proposada pel lingüista costariqueny Adolfo Constenla Umaña, qui va aconseguir provar per mitjà del mètode comparatiu el parentiu entre els següents tres grups de llengües d'aquesta regió:
- Llengües txibtxa
- lenca
- Llengües misumalpa

El microfil lenmitxí va haver d'iniciar el seu procés de fragmentació al començament del vuitè mil·lenni abans de Crist, durant el període dels caçadors recol·lectors. Les llengües lenca i les misumalpa es van separar prop del 5000 aC, mentre que el paya es va desprendre del tronc de les altres llengües txibtxa aproximadament en el 4500 aC.

## Història

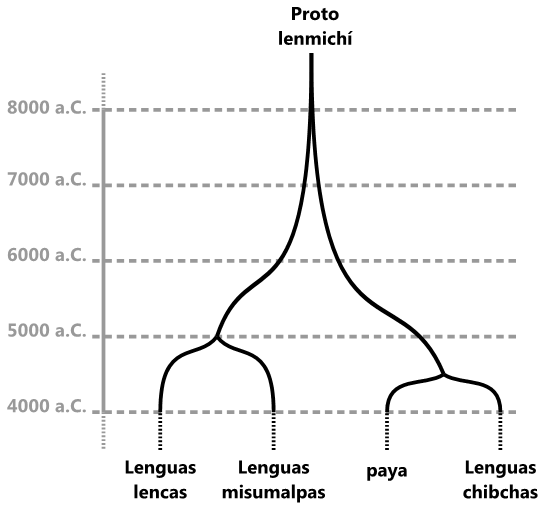
Arbre filogenètic del microfil lenmitxí.

La relació entre aquestes llengües i moltes altres de la regió havia estat proposada per Walter Lehmann en 1920, encara que sense donar indicis convincents. La hipòtesi, no obstant això, va gaudir de popularitat, i va ser seguida per lingüistes com Morris Swadesh i Joseph Greenberg, els qui, d'altra banda, no van aportar indicis lingüístics suficients per provar el parentiu, en favor de la seva hipòtesi macrotxibtxa.
En el 2002, Adolfo Constenla va aportar dades fidedignes que van comprovar de forma definitiva que la família lenca estava emparentada amb les llengües misumalpa. Dos anys després, va publicar les dades que acrediten que les llengües txibtxes estan emparentades amb les anteriors. A més, va reconstruir de forma parcial el sistema fonològic de l'avantpassat comú i va realitzar un càlcul lexicoestadístic de la seva separació temporal.

## Descripció lingüística

### Fonologia

#### Vocals
Constenla (2005) reconstruí un sistema fonològic per al protolenmitxí format pel següent sistema vocàlic:
|              | Anteriors | Centrals | Posteriors |
| ------------ | --------- | -------- | ---------- |
| Tancades     | *i        |          | *u         |
| Semitancades | *e        |          | *o         |
| Oberta       |           | *a       |            |

Endemés, reconstruí un protofonema de nasalitat vocàlica

#### Consonants
Constenla (2005) reconstruí el següent grup de consonants:
|             | Bilabial | Alveolar | Velar | Labio- velar | Glotal |
| ----------- | -------- | -------- | ----- | ------------ | ------ |
| Oclusives   | *b       | *t *d    | *k    |              | *ʔ     |
| Africada    |          | *ts      |       |              |        |
| Fricatives  |          | *s       |       |              | *h     |
| Vibrant     |          | *ɾ       |       |              |        |
| Aproximants |          | *l       |       | *w           |        |

### Reflexos dels protofonemes

#### Vocals
| Protolenmitxí  | *a    | *e | *i | *o    | *u |
| -------------- | ----- | -- | -- | ----- | -- |
| Prototxibtxa   | *a    | *e | *i | *o    | *u |
| Protolenca     | *a *e | *e | *i | *o *u | *u |
| Protomisumalpa | *a    | *i | *i | *u    | *u |

#### Consonants
| Protolenmitxí  | *b       | *d    | *t | *k | *ʔ | *s   | *h | *ts  | *l | *ɾ | *w |
| -------------- | -------- | ----- | -- | -- | -- | ---- | -- | ---- | -- | -- | -- |
| Prototxibtxa   | *b       | *d    | *t | *k | *ʔ | *s   | *h | *ts  | *ɾ | *ɾ | ∅  |
| Protolenca     | *p *m    | *l *n | *t | *k | ∅  | *ts' | ∅  | *ts' | *l | *l | *w |
| Protomisumalpa | *b *p *m | *d *n | *t | *k | ∅  | *s   | ∅  | *s   | *l | *ɾ | *w |